# Didymeles
Didymeles, biljni rod dvosupnica smješten u vlastitu porodicu Didymelaceae, ili u porodicu  Buxaceae, dio reda šimširolike. Sve vrste endemi su na Madagaskaru.

## Opis
Rod Didymeles s dvije (ili tri) vrste, obje su stabla s Madagaskara, čine porodicu Didymelaceae smještenu nekada u vlastiti red Didymelales. To su dikotiledone cvjetnice s jednostavnim, primitivnim cvjetovima. Biljke su toliko osebujne da bliski srodnici ne postoje, što se odražava u rednom statusu danoj skupini. Cvjetovi su odvojeni muški i ženski, na različitim biljkama. Muški cvijet sastoji se od dva prašnika (peludne vrećice) bez peteljki plus jedne ili dvije male ljuske pričvršćene neposredno ispod prašnika. Ženski cvijet se sastoji od čak četiri ljuske plus jedna cilindrična karpela (struktura koja nosi ovulu) s velikom, koso smještenom površinom za primanje peluda (stigmom) i jednom ovulom.
Plod je koštunica, krupna, jednosjemena, mesnata, s bočnom brazdom. Osim primitivnih cvjetova, drvo također pokazuje mnoge primitivne značajke - između ostalog, stanice koje provode vodu s ljestvastim skulpturama na zidovima (skalariformne rupičaste šupljine); i sklereide (vlaknaste stanice) s velikim, jasno obrubljenim jamama u stijenci.

## Vrste
1. Didymeles integrifolia J.St.-Hil.
2. Didymeles madagascariensis Willd., možda sinonim za Didymeles integrifolia.
3. Didymeles perrieri Leandri